# Ferdinand I. od Dviju Sicilija
Ferdinand I. Burbonski (Ferdinando Antonio Pasquale Giovanni Nepomuceno Serafino Gennaro Benedetto; Napulj, 12. siječnja 1751. – Napulj, 4. siječnja 1825.), talijanski monarh iz dinastije Kapetovića, iz koje je grana kraljevska kuća Burbonci Dviju Sicilija. Sin je španjolskog kralja Karla III. iz dinastije španjolskih Burbonaca (i začetnika dinastije Burbonaca Dviju Sicilija odnosno Napuljskih Burbonaca) i Marije Amalije Saske iz dinastije Wettin. Otac Karlo III. nosio je naslov Karla VII. Napuljskog i Karla V. Sicilskog. Ferdinand je bio njegov treći sin. 
10. kolovoza 1759. otac Karlo naslijedio je starijeg brata Ferdinanda VI. te postao Karlo III. od Špnjolske, ali ugovorne odredbe ograničile su ga te nije mogao steći sve tri krune. 6. listopada Karlo je abdicirao na napuljskog i sicilskom prijestolju u korist trećeg sina Ferdinanda, jer je najstariji sin infant Filip, vojvoda od Kalabrije, bio isključen iz nasljedstva zbog bolesti a drugi sin Karlo bio je baštinik španjolskog prijestolja.
Kralj Napuljskog Kraljevstva od 6. listopada 1759. do 23. siječnja 1799., od 13. lipnja 1799. do 30. ožujka 1806. i od 22. svibnja 1815. do 12. prosinca 1816. pod imenom Ferdinand IV. Napuljski, kao i kralj Kraljevine Sicilije od 1759. do 1816. kao Ferdinand III. Sicilski, naslijedivši španjolskog kralja Karla III. Zbog toga je nosio i naslov infanta Španjolske. Poslije ovog nadnevka, Bečkim kongresom i ujedinjenjem dviju monarhija u Kraljevinu Dviju Sicilija bio je kraljem dotičnog kraljevstva od 12. prosinca 1816. do 4. siječnja 1825. kao Ferdinand I. od Dviju Sicilija. Također je bio kraljem Goza. Dvaput je bio svrgavan s napuljskog prijestolja: jednom ga je svrgnula revolucionarna Partenopejska Republika 1799. što je potrajalo šest mjeseci te drugi put Napoleon Bonaparte 1805. godine. Za vrijeme Francuske revolucije borio se, jer je bio rođak francuskih Bourbona, protiv francuske revolucionarne vojske, ali je 1798. godine bio prisiljen izbjeći na Siciliju. Sudjelovao je u ratu protiv Napoleona I. te je nakon poraza savezničkih vojski u bitci kod Austerlitza (1805.) pretrpio posljedice kada je Napoleon postavio svog brata Giuseppea za napuljskog kralja. Poslije Napoleonova poraza 1814. godine, francuskom maršalu Muratu doopušteno je da zadrži napuljsko prijestolje, što je izazvalo oštar otpor Ferdinanda IV. i njegovih pristalica. Ipak, sljedeće godine Murat je svrgnut s prijestolja jer je opet pristao uz Napoleona, a Ferdinand se vratio u Napulj te je 1816. godine proveo ujedinjenje dviju kraljevina u jedinstvenu Kraljevinu Dviju Sicilija kao Ferdinand I. Tijekom svoje vladavine Ferdinand I. je ugušio revoluciju 1820. godine.
Ferdinand je prvi suveren rođen u kraljevstvu iz dinastije Napuljskih Burbonaca, a treći Burbonac koji je vladao Dvjema Sicilijama nakon oca Karla Burbonca (prvog Burbonca koji je vladao neovisnim Dvjema Sicilijama) koji se rodio u Madridu 1716. i djeda Filipa V. Španjolskog koji se rodio u dvorcu Versaillesu 1683. godine. Ferdinandova vladavina trajala je preko 65 godina i jedno je od najdužih u talijanskoj povijesti talijanskih država prije ujedinjenja te na devetom mjestu u poretku najdužih kraljevanja u povijesti. Oženio se s Marijom Karolinom Austrijskom iz dinastije Habsburgovaca Lotarinških, s kojom je dobio djecu Mariju Terezu, Luizu Mariju Amaliju, Franju, Mariju Kristinu, Mriju Amaliju, Mariju Antonijeta i Leopolda.
Umro je u Napulju. Grobnica mu je u bazilici sv. Klare u Napulju. Na prijestolju ga je naslijedio sin Franjo I. od Dviju Sicilija.